# اکسی
اکسی (انگلیسی: Axe) شرکت لوازم بهداشتی فرانسوی است، که در سال ۱۹۸۳ تأسیس شد.